# Lloyd Reese
Lloyd Reese (* um 1900; † nach 1939) war ein US-amerikanischer Jazztrompeter (zunächst auch Altsaxophon, Klarinette), Bandleader und Musikpädagoge. Als Lehrer und teilweise auch Mentor von kalifornischen Musikern wie Buddy Collette, Charles Mingus oder Dexter Gordon zählte er zu den einflussreichsten Gestalten der Jazzszene von Los Angeles und mit Samuel R. Browne (1906–1991) zu den Pionieren der Jazzpädagogik in der Stadt.

## Leben und Wirken
Reese, dessen Vater Architekt war und aus New Orleans stammte, hatte Unterricht am Whittier College, bevor er bis zum  Abschluss am Musikkonservatorium der University of Southern California studierte. In Los Angeles arbeitete er bei Red Nichols und (als einer der wenigen Afroamerikaner zu dieser Zeit) in den Filmstudios der Warner Brothers. 1929/30 nahm er als Holzbläser mit Paul Howards Quality Serenaders auf („Harlem“/„Cuttin' Off“, Victor) und spielte in den frühen 1930er-Jahren Altsaxophon bei Les Hite, bevor die Trompete zu seinem Hauptinstrument wurde. 1937 spielte er bei Art Tatum and His Swingsters (u. a. mit Marshall Royal, Bill Perkins, Joe Bailey und Oscar Lee Bradley), mit dem er mehrere Titel für Decca Records aufnahm (u. a. „Body and Soul“ und „Whit Plenty of Money and You“). Im November 1937 spielte er in einem Paramount-Studioorchester mit Louis Armstrong und George Orendorff (Doctor Rhythm); 1939 wirkte er bei einer von Claude Thornhill arrangierten Session für Victor Records der Sängerin Maxine Sullivan mit.
Die Wohnung von Reese in der Jefferson Avenue (nahe der Central Avenue) war eine Mischung aus Salon und Musikschule; zu spontanen Sessions kamen u. a. Ben Webster und Rex Stewart. In den 1940er-Jahren leitete er unter dem Dach der Musikergewerkschaft Black Musician's Union in Los Angeles eine eigene Band, in der u. a. die jungen Musiker Bill Douglass und Dexter Gordon, ferner Jackie Kelso, James Nelson, Jack Trainor und Jake Porter spielten. Zu seinen Schülern gehörten u. a. auch Bill Holman und Eric Dolphy. In seiner Probenband, die sich regelmäßig sonntags traf, lernte der junge Mingus Piano, Harmonielehre und Transposition. Mit seinen profunden Kenntnissen sowohl über Jazz, die europäische Moderne als auch Musiktheorie hatte Reese eine ganz individuelle, eher informelle Arbeitsweise; für seinen Schüler Buddy Collette war Reese
„more like a professor or doctor. He wanted to make sure you had the right sound, were tuned, make sure you knew the right chords. I don't think he was so much into saying what you should play. He was just trying to make you have the best knowledge and then allow you to have your own style“.